# ناقلات الجنود المدرعة الثقيلة في الجيش الإسرائيلي
تخدم في الجيش الإسرائيلي عدة أنواع من ناقلات الجند المدرعة الثقيلة (بالعبرية: נגמ"שים כבדים، ناغماشيم كيفيديم) والتي تُعرف اختصاراً باسم «ناغماخيم» (נגמ"כים). صُممت ناقلة الجنود المدرعة (ناغماش) كمركبة مخصصة لنقل مشاة القوات البرية ومهندسي سلاح الهندسة القتالي. أما ناقلة الجنود المدرعة الثقيلة (ناغماخ)، فهي تزن عدة عشرات من الأطنان وترتكز، عادةً، على هيكل دبابة.
من بين الناغماخ المستخدمة أو التي استخدمها الجيش الإسرائيلي:
- «ناغماشوط» ناقلة الجند المدرعة التي ترقت إلى نسختي «ناغماخون» و«نكبدون» المدرعتين بدرجة أكبر، و«ناغمابوب» (التي تشمل نظام المراقبة "بوب")، و«بوما» (مخترقة العوائق الهندسية)[2] و«نكبوما»، وجميعها ترتكز على هيكل دبابة سنتوريون نسخة «شوط».
- «آخزريت» المرتكزة على هيكل دبابات تي-54/55 من غنائم الحروب.[3]
- «نامِر» المرتكزة على هيكل دبابة «ميركافا مارك 4».[4]
- «أوفِك» المرتكزة على هيكل الدبابة «ميركافا مارك 2» و«ميركافا مارك 3».[5]

دفع الصراع منخفض الحدة في الشريط الأمني في لبنان الجيش الإسرائيلي إلى استخدام ناقلات جنود مدرعة ثقيلة ومحمية بشكل أفضل من ناقلات الجند المدرعة القديمة طراز إم-113 والتي كانت عرضة للإصابة. ولهذا الغرض، طور الجيش الإسرائيلي سلسلة من ناقلات الجند المدرعة المرتكزة على هيكل دبابات «شوط كال» التي خرجت من الخدمة، بالإضافة إلى ناقلات الجنود المدرعة المبنية على هيكل الدبابة تي-55. أدى الاعتماد على هيكل دبابة مدرعة بدرجة كبيرة إلى تقليل التكاليف كثيراً، وتقليص وقت التطوير، والسماح بإنتاج ناقلة جند مدرعة ثقيلة (ناغماخ) ومركبة قتالية مدرعة (رَكام) محمية للغاية ضد تهديدات الصواريخ المضادة للدروع والعبوات الناسفة.
كان العيب الرئيسي للناغماخ مقارنة بمدرعة إم-113 هو تكلفتها العالية. نظراً لأنها في الأساس دبابات دون برج، فإن تكلفة إنتاجها مرتفعة نسبياً بالنسبة لناقلة الجنود المدرعة، كما أن تكلفة صيانتها مرتفعة نسبياً مقارنة بمدرعة إم-113 وناقلات الجنود المدرعة ذات العجلات مثل «سترايكر» و«إيتان» (تتطلب الناغماخ الكثير من الصيانة وإصلاحات الجنزير مقارنة بالمدرعة إم-113 أو سترايكر). لم ينتج الجيش الإسرائيلي كميات كبيرة من الناغماخ الثقيلة، نظراً لتكلفتها العالية نسبياً والاعتبارات ذات الأولوية، رغم مستوى الحماية العالية التي توفرها للطواقم. بعد كارثة ناقلات الجند المدرعة التي أُصيبت في 2004، بدأ الجيش الإسرائيلي في الاستثمار مجدداً في موضوع ناقلات الجنود المدرعة للقوات البرية، بالإضافة إلى ترقيات أسطول إم-113، مع تطوير «النَمِر» - عائلة من المركبات القتالية المدرعة، بما في ذلك ناقلة الجند المدرعة، المستندة إلى هيكل دبابة الميركافا. يُقدر أن الجيش الإسرائيلي يملك بين العشرات إلى المئات من كل نموذج، مع وجود عدة مئات من ناقلات الجند المدرعة طراز «آخزريت».

## تاريخ استخدامها

### في العالم
ظهرت ناقلة الجنود المدرعة بنهاية الحرب العالمية الأولى وبشكل ملحوظ في الحرب العالمية الثانية، وأصبحت سلاحاً شائعاً في الحروب بعد ذلك. وهي بمثابة مركبة قتالية مدرعة مصممة لنقل مقاتلي المشاة بأمان إلى ساحة المعركة، مع توفير الحماية ضد الأسلحة الصغيرة وقذائف المدفعية. يتمثل الهدف الثانوي لناقلة الجنود المدرعة، الذي أُضيف في العقود الأخيرة وأصبح أكثر مركزية، في استخدامها كمركبة مشاة ميكانيكية ومركبة قتالية. كمنصة تساعد المشاة بالأسلحة الثقيلة مثل المدافع الرشاشة ومدافع الهاون والصواريخ المضادة للدبابات والمدافع، تطورت ناقلات الجنود المدرعة هذه لاحقاً إلى نوع جديد من ناقلات الجنود المدرعة يسمى مركبة مشاة قتالية مدرعة، حيث تحول التركيز من نقل المشاة بدرجة كبيرة نسبياً لحمل الأسلحة وإدارتها من قبل فريق مكون من 3-6 جنود.
أصبحت العديد من ناقلات الجنود المدرعة الموجودة في الخدمة بمثابة توابيت موت لمقاتليها مع ظهور الأسلحة المتقدمة والمتوفرة بسهولة المضادة للدبابات (مثل المقذوفات الصاروخية والصواريخ الموجهة)، . لذلك كان من الضروري زيادة حماية ناقلة الجنود المدرعة أو التطوير المسبق لناقلة جنود مدرعة ثقيلة تملك حماية بمستوى مماثل لمستوى الدبابة. وفي حين أن ناقلة الجنود المدرعة العادية تزن حوالي 20 طناً على الأكثر، فإن ناقلة الجنود المدرعة الثقيلة يمكن أن تزن أكثر من 50 طناً، وعادةً ما تزن عدة عشرات من الأطنان. وعلى عكس ناقلة الجنود المدرعة العادية، والتي صُممت في الأصل للحماية من الأسلحة الصغيرة والمدافع الرشاشة والشظايا، فإن تصميم ناقلة الجنود المدرعة الثقيلة أيضاً للحماية من الأسلحة الثقيلة مثل الصواريخ المضادة للدبابات والعبوات الناسفة. تعتمد ناقلات الجنود المدرعة الثقيلة عادةً على هياكل الدبابات لأسباب تتعلق بتوفير الوقت وتكاليف التطوير والإنتاج (استخدام الدبابات الموجودة بدلاً من تطوير وإنتاج مدرعات جديدة).

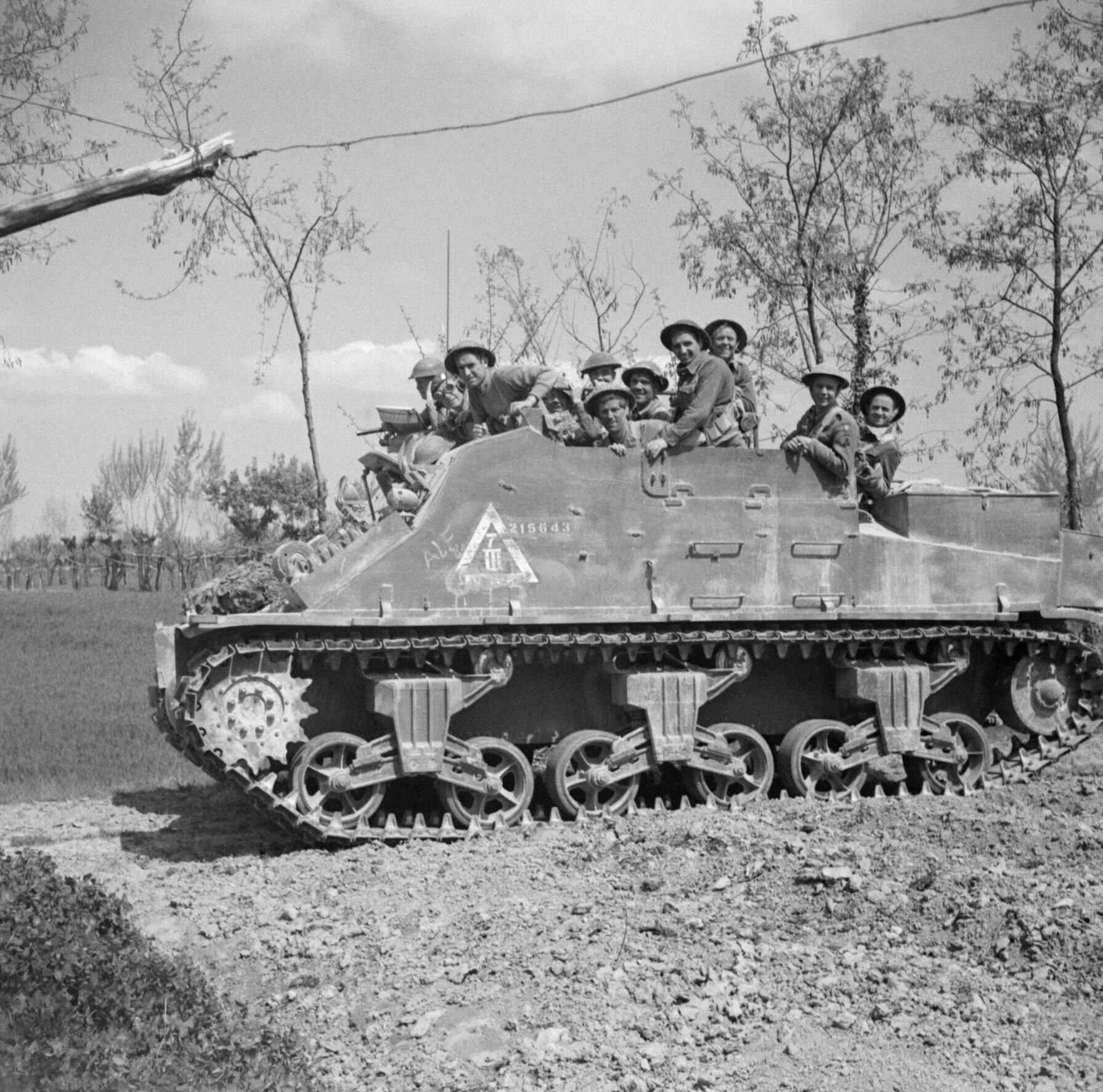
ناقلة الجنود المدرعة الكندية "كنغر"، المرتكزة على هيكل دبابة (شيرمان)

على الرغم من أن ناقلات الجنود المدرعة الثقيلة المعتمدة على هيكل دبابة (مثل ناقلة الجنود المدرعة الكندية "كنغر") ظهرت بالفعل في الحرب العالمية الثانية، فإن الاستخدام الواسع النطاق لناقلات الجنود المدرعة الثقيلة لم يبدأ إلا بعد تجربة الجيش الإسرائيلي الناجحة معها وبسبب تفاقم الصراعات منخفضة الحدة حول العالم. حذت عدة دول كانت جزءاً من الكتلة الشرقية السابقة، حذو الجيش الإسرائيلي، بتحويل دبابات تي-55 إلى ناقلات جنود مدرعة ثقيلة، بما في ذلك: بي تي آر-تي الروسية (ناقلة جنود مدرعة قتالية ثقيلة) وفيو-55 منجى الصربية (ناقلة جنود مدرعة قتالية هندسية). كما حول الجيش الأردني، على غرار الجيش الإسرائيلي، دبابات سنتوريون إلى ناقلة جنود مدرعة ثقيلة باسم الدوسر، وفي 2001 أطلق الجيش الإسرائيلي المدرعة "تمساح"، وهي ناقلة جنود مدرعة ثقيلة ترتكز على السنتوريون والتي جرى عكس اتجاهها للسماح بتصميم باب خروج خلفي. في نفس الوقت طورت العديد من الدول مدرعات قتالية متوسطة وثقيلة مع حماية محسنة مقارنة بحماية ناقلات الجنود المدرعة العادية. ومن بينها برادلي الأمريكية وواريور البريطانية وبوما الألمانية.
على الرغم من الاتجاه المتزايد لإنتاج ناقلات الجنود المدرعة الثقيلة وناقلات الجنود المدرعة القتالية، فإنها لم تحل محل ناقلات الجنود المدرعة الخفيفة، المتاحة على نطاق واسع وتتمتع بخفة الوزن، وكمية كبيرة من المعدات المتاحة، وتكاليف إنتاج منخفضة نسبياً، وتكاليف صلاحية منخفضة، ومساحة أكبر للجنود من الداخل، والقدرة على الحركة وحتى إمكانية نقلها جواً (وهو أمر مهم في الوحدات التي تتطلب تدخلاً سريعاً، مثل مشاة البحرية الأمريكية)، كما اكتسبت ناقلات الجنود المدرعة المدولبة، المصممة للحرب في المناطق الحضرية والدوريات السريعة، شعبية أيضاً العقود الأخيرة، مثل الناقلة الأمريكية سترايكر.

### في الجيش الإسرائيلي
كانت ناقلة الجنود طراز إم-113 عماد ناقلات الجنود المدرعة الأكثر شيوعاً في الجيش الإسرائيلي (ضمن مجموعة متنوعة من الطرازات) وهي في الخدمة منذ السبعينيات وحتى اليوم.
دخلت ناقلات الجنود المدرعة الخدمة في الجيش الإسرائيلي بأعداد كبيرة فقط في السبعينيات، عندما وصلت آلاف من ناقلات الجنود المدرعة من طراز إم-113 أمريكية الصنع لتحل محل ناقلات الجنود المدرعة طراز زخلام - وهي مركبات نصف مجنزرة تستخدم لنقل المشاة ومجموعة متنوعة من المعدات. وكانت ذات جوانب مدرعة ولكن سقفها مفتوح وبالتالي كانت عرضة للشظايا. أثبتت ناقلات الجنود المدرعة إم-113، على الرغم من أنها خفيفة ورخيصة ومتحركة ومتعددة الاستخدامات وسهلة الصيانة، أنها معرضة بشدة للأسلحة الثقيلة والصواريخ المضادة للدبابات والعبوات الجانبية وحتى الأسلحة المتوسطة مثل المدافع الرشاشة - خاصة خلال حرب لبنان الأولى (1982) والاحتلال الإسرائيلي لجنوب لبنان (1985-2000)، عندما تعين على الجيش الإسرائيلي التعامل مع حرب عصابات. ونتيجة لذلك، طور الجيش الإسرائيلي مجموعة معدات حماية مختلفة لناقلات الجنود المدرعة، لكنها لم تكن كافية. ولهذا السبب قرر تطوير ناقلات جنود مدرعة ثقيلة تعتمد على الدبابات القديمة الموجودة في المخزون؛ السنتوريون التي كانت ذات بطن مقاوم نسبياً ضد العبوات الناسفة ودبابات تي-55 السوفيتية التي وقعت كغنائم حرب.
وكانت ميزة ذلك هي أن الدبابة عبارة عن مركبة ذات حماية كبيرة وأن استخدام منصة موجودة قلل بشكل كبير من وقت التطوير وتكاليفه. إلا أن عيب ناقلات الجنود المدرعة الثقيلة هذه هو سعرها المرتفع مقارنة بناقلات الجنود المدرعة الخفيفة المخصصة مثل إم-113 وصيانتها أكثر صعوبة وتكلفة. دخلت ناقلات الجنود المدرعة الثقيلة القائمة على الدبابات الخدمة في الثمانينيات وكانت ناجحة جداً في دورها، ومع ذلك، لم تُنتج بأعداد كبيرة بما يكفي لإخراج إم-113 من الخدمة تماماً، لذلك ظلت ناقلات الجنود المدرعة الخفيفة في خدمة جيش الجيش الإسرائيلي وحتى اليوم، هناك عدة نماذج - جرى تحديث بعضها وتدريعها من قبل الصناعات الدفاعية الإسرائيلية.

## ناقلات الجنود المدرعة المرتكزة على شوط

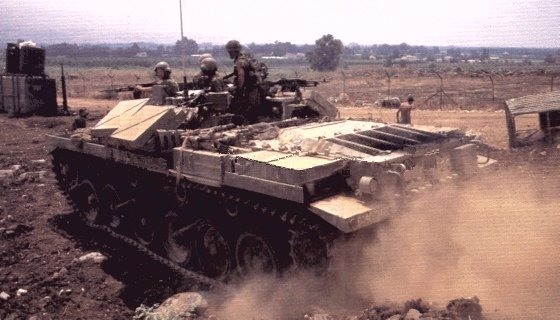
نسخة هندسية لآلية ناغماشوط خلال عملها (1988).

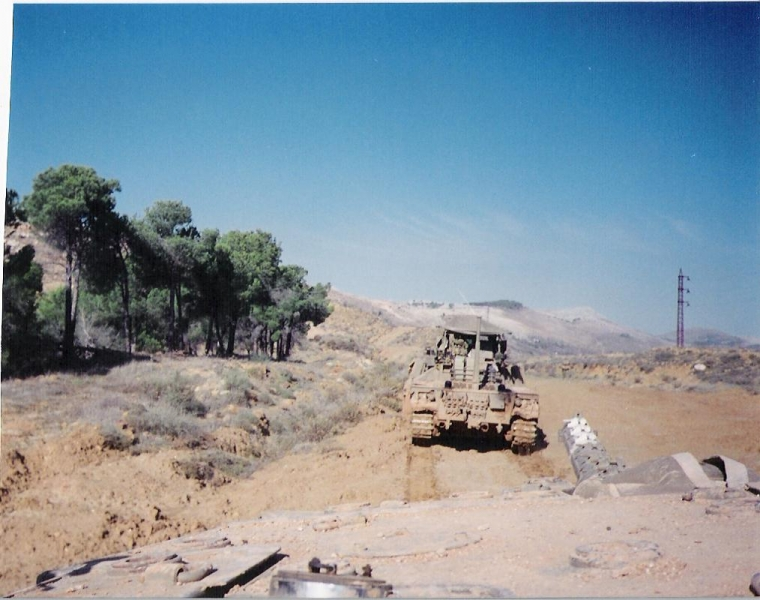
نسخة هندسية قديمة من آلية ناغماخون تفتح محوراً في جنوب لبنان (1995).

وهي عبارة عن سلسلة من ناقلات الجنود المدرعة والمركبات القتالية المدرعة تعتمد على دبابة شوط (النسخة الإسرائيلية المُطورة للدبابة البريطانية طراز سنتوريون)، نظراً لمقاومتها العالية نسبياً للعبوات الناسفة وكونها دبابات قديمة الطراز نسبياً (مقارنة بالميركافا والمجاح).

### ناغماشوط
صُنعت ناغماشوط في 1984 عقب الاحتلال الإسرائيلي لجنوب لبنان في أعقاب عملية سلام الجليل التي تداخلت مع الحرب الأهلية اللبنانية. فقد تبين ناقلات الجنود المدرعة إم-113 طراز (زيلدا) من زمن السبعينيات أنها معرضة للخطر للغاية، وعلى الرغم من التحسينات مثل الطبقات الواقية وأكياس الرمل، فإنها لم توفر الحماية الكافية للجنود، خاصة ضد مضادات الدروع والصواريخ الموجهة.
كان الحل الأولي الذي تم التوصل إليه لهذه المعضلة هو نقل الجنود في دبابات سنتوريون التي عفا عليها الزمن. ومع ذلك، كانت الدبابة ضيقة للغاية ومن أجل تحرير مساحة أكبر، أُزيل البرج وثُبتت مقصورة قتالية مكانه. وأُضيف فوق سطح مقصورة الجنود فتحتان وبرج مفتوح ذو جوانب منخفضة محمي من جوانبه. وغالباً ما كان هذا البرج مزوداً بعدة مدافع رشاشة يمكن للجنود من خلالها مراقبة العدو وإطلاق النار عليه. أصبحت هذه الآلية تعرف باسم «ناغماشوط» ودخلت الخدمة في 1984 واستمرت في العمل حتى نهاية الثمانينات في الخدمة العادية.
كان للمركبة العديد من العيوب؛ فقد كانت عرضة للعبوات الناسفة والعبوات الخارقة، وكان البرج المنخفض الجانب يوفر القليل من الحماية للجنود الذين يستقلونها، والأسوأ من ذلك عدم قدرة الجنود على الخروج منها تحت النار، لأنها لم يكن لها باب خلفي وكان الخروج من خلال البرج. ونتيجة لذلك، تحولت من استخدامها في سلاح المشاة إلى استخدامها في سلاح الهندسة، حيث جرت ترقيتها إلى نسخة ناغماخون. وفي الوقت نفسه، بدأ الجيش الإسرائيلي في تحويل دبابات تي-55 إلى ناقلات جنود مدرعة ثقيلة ذات باب خلفي، والتي ظهرت في 1988 باسم «آخزريت». وقد حققت آخزريت نجاحاً كبيراً ولا تزال تعتبر واحدة من أكثر ناقلات الجنود المدرعة حماية في العالم.
وحالياً ترقت جميع ناقلات ناغماشوط إلى نسختي ناغماخون وناغبوما.

### ناغماخون

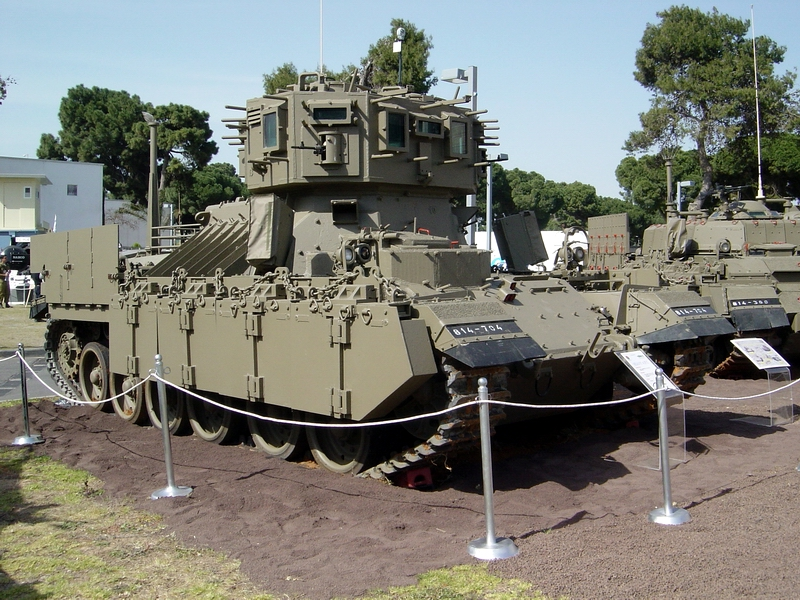
ناغماخون في معرض 2004 (على اليمين: نكبدون)

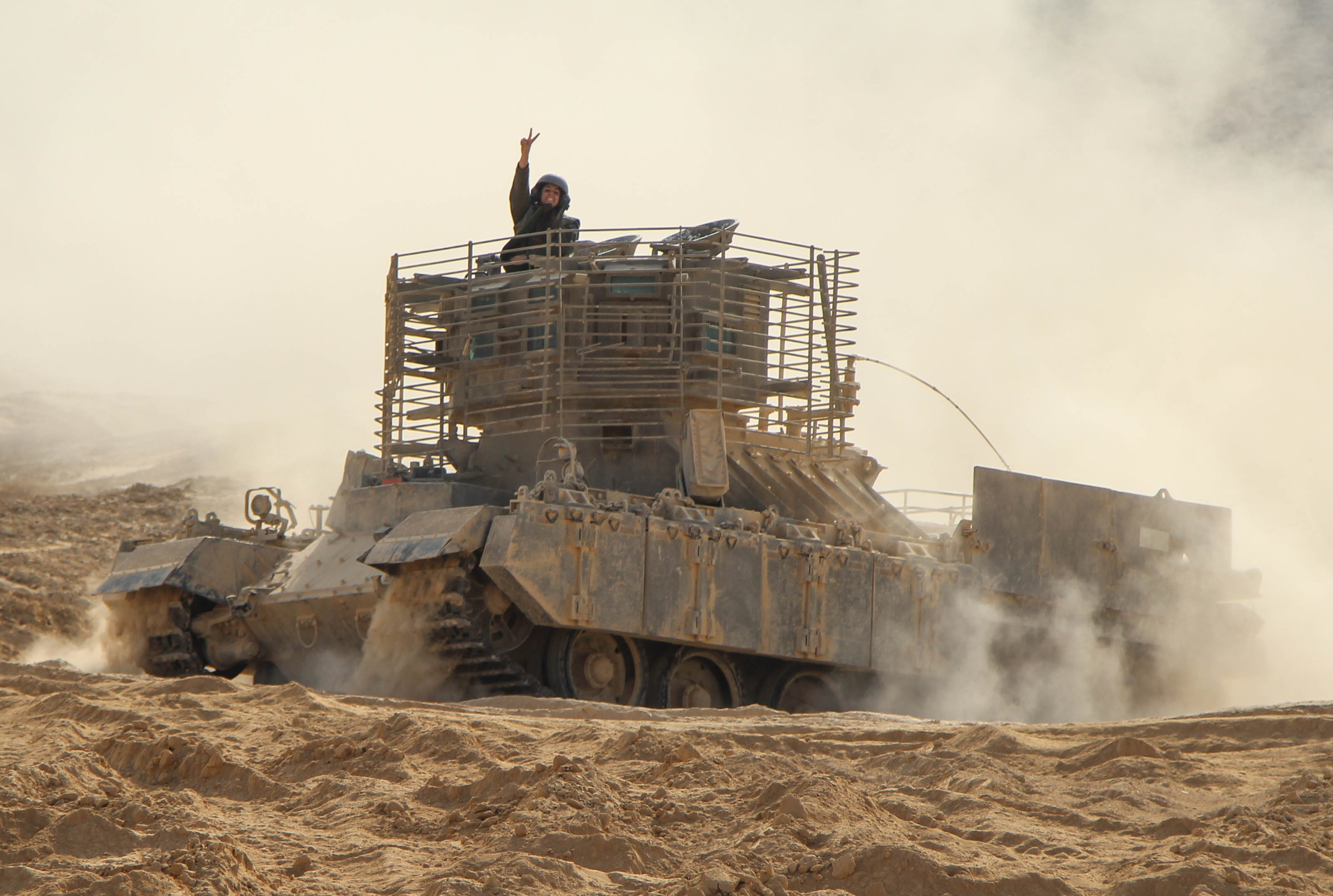
ناغماخون بقفص حماية، 2013

تعتبر تطويراً لناغماشوط، بعد أن انتقلت لتكون بمثابة مركبة هندسية قتالية وناقلة جنود مدرعة لسلاح المهندسين، خضعت المركبة لعدد كبير من التحسينات والترقيات، خاصة فيما يتعلق بالحماية:
- تطوير مقدمة ناغماخون بما يسمح بتركيب محاريث لاختراق حقول الألغام، وخاصة من نوع الدقاقة.
- تركيب برج مراقبة على سطح الناقلة، والذي كان نصف مفتوح، وكانت معظم الأبراج مغطاة بسقف من القماش المشمع وشبكات التمويه إلى جانب 3 ألواح مدرعة مع زجاج مصفح، بالإضافة إلى 1-3 رشاشات ماغ.
- تركيب أنابيب بازوكا خاملة ثقيلة على جانبي الناقلة.
- تركيب ألواح فولاذية سميكة، مرتفعة عن البقية في الجزء الخلفي من الناقلة. كان الهدف هو حماية الجنود عندما يغادرونها أثناء النشاط العملياتي.
- حماية مقدمة ناغماخون وجوانب المقصورة القتالية أيضاً بأحزمة وأشرطة "ليزر" (درع تفاعلي).
- حماية بطن ناغماخون بلوحين مدرعين، مما يجعل الناقلة ذات مقاومة عالية ضد العبوات الخارقة المتوسطة والعبوات الجانبية. هذه الحماية ضرورية للمركبة الهندسية التي تتمثل مهمتها في فتح المحاور.

والسمة الأخيرة هي التي منحت المركبة اسمها، ناغماخون، اختصاراً لـ(نغماش مموغان غاخون: ناقلة ذات حماية باطنية).
خدمتنِغماخون لسنوات عديدة في لبنان كمركبة هندسية قتالية لغاية الانتهاء من تطوير "بوما" في التسعينيات من القرن العشرين. صُنعت بوما خصيصاً وفق متطلبات سلاح المهندسين وتضمنت تدابير أكثر تقدماً من ناغماخون، على الرغم من تثبيت بعض هذه التدابير (بما في ذلك أجهزة التشويش والكاشفات الكهرومغناطيسية) على نِغماخون أيضاً، لقد خضعت النسخ الأخيرة من المركبة لتحسينات في الجنزير بحيث أصبحت تتشارك مع مكونات سلسلة الميركافا.
غيرت ناغماخون تصنيفها وأصبحت ناقلة جنود مدرعة هندسية نتيجة لأن بوما أصبحت مركبة مشاة قتالية. وتحدد دورها هذه المرة في القيام بدوريات وأنشطة خلال «طاش» (إجراءات الأمن الدائم) في المناطق المعادية، حيث يكمن خطر نيران القناصة والأسلحة المضادة للدروع والعبوات الناسفة. ولهذا الغرض، استُبدل البرج شبه المفتوح ببرج مغلق تماماً، يشتمل على نوافذ صغيرة مصنوعة من الزجاج المصفح ومزاغل للرماية بمدفعين رشاشين من عيار 7.62 ملم، ثم جرى تركيب برج من أربع كوات يتسع لأربعة رشاشات ماغ ومزاغل رماية للأسلحة الشخصية.
وعندما اندلعت الانتفاضة الثانية، أثبتت ناغماخون أنها آلية فعالة للغاية لمرافقة الدبابات في المدن الفلسطينية، وكذلك لتسيير الدوريات الأمنية والسيطرة على الحشود في المناطق المعادية، وفتح المحاور وحراسة جرافات دي9 أثناء عملها (و وذلك لأن رؤية الجرافات محدودة بسبب الدروع الثقيلة المثبتة عليها). لا تزال ناغماخون قيد الاستخدام في الجيش الإسرائيلي، وبالأساس كمركبة عسكرية وليس كناقلة جنود مدرعة هندسية.
ثُبت قفص حماية ضد الصواريخ ومضادات الدروع ذات حشوة مشكلة على بعض المركبات المدرعة في 2006.

### نكبدون

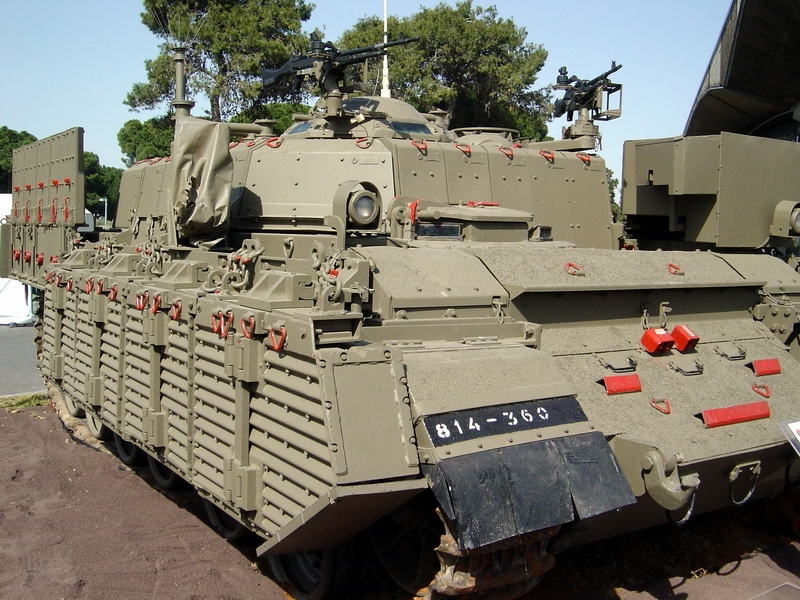
نكبدون في معرض الصراع منخفض الحدة، 2004

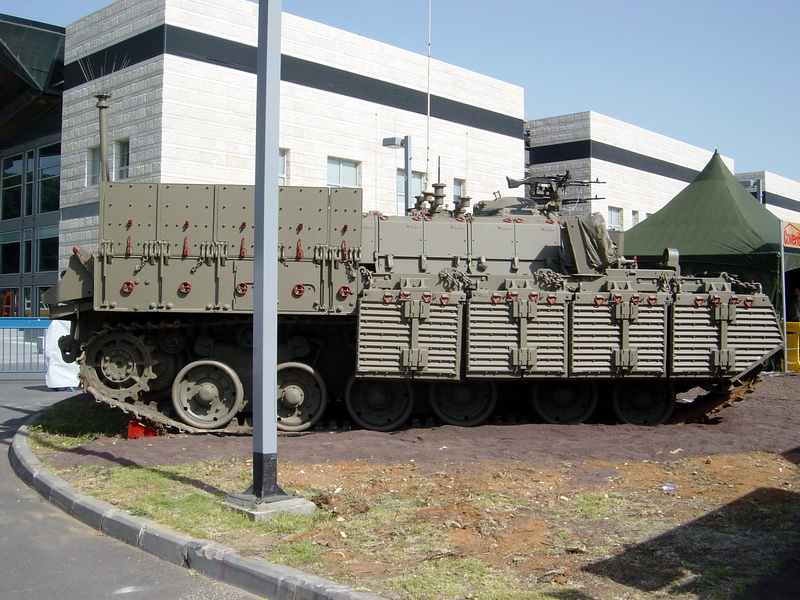
منظر جانبي لنكبدون في معرض الصراع منخفض الحدة، 2004

بدأ تطوير نكبدون في 1993. وهي الجيل الثالث من ناغامشوط وتعتبر الأكثر تدريعاً في السلسلة. تضم نكبدون جيل جديد من الدروع السلبية وتكسوها سترة من الحماية التفاعلية من الجيل الثاني بالإضافة إلى صفائح البازوكا السميكة (لحماية الجنزير). بالإضافة إلى الجيل الثالث من الدروع التفاعلية التي طورتها شركة رافائيل - هيئة تطوير الأسلحة. التدريع عالي في منطقة مقصورة القتال المرتفعة، والتي تتضمن أيضاً حماية للسقف. كما سيزداد التدريع الجوفي. سُلحت نكبدون بثلاثة مدافع ماغ عيار 7.62 ملم بالإضافة إلى حامل مدفع رشاش ثقيل حيث يمكن تثبيت قاذفة قنابل يدوية عيار 40 ملم أو مدفع رشاش براوننج عيار 0.50. اسم «نكبدون» مشتق من «القنفذ»"، حيث أن هذه المركبة كانت مجهزة بدرع سطحي واستخدمت طريقة القنفذ للحماية؛ بتدريع نفسها بحيث تكون جميع أجزائها الخارجية محمية.
وقد خدمت نكبدون في منطقة الحزام الأمني في أواخر التسعينيات وأثبت تدريعها الثقيل كفاءته في إنقاذ الأرواح. حيث منعت الألواح البطنية وقوع خسائر عند مرور مركبة نكبدون على الألغام والعبوات المزروعة، وتمكن درعها من التصدي للصواريخ المضادة للدبابات دون التسبب في أضرار.
وفي أعقاب اشتداد القتال في قطاع غزة (خلال الانتفاضة الثانية، 2004 وما بعدها)، بدأت نكبدون الخدمة في قطاع غزة أيضاً. حتى أن بعضها صُمم ببرج علوي بنوافذ زجاجية مدرعة ومزاغل لإطلاق النار. وحتى بعد تنفيذ خطة فك الارتباط، انتقل عدد منها إلى مسؤولية القيادة الجنوبية للقيام بدوريات في محيط القطاع. وعلى الرغم من ذلك، لا تزال معظم مركبات نكبدون تخدم في القيادة الشمالية على الحدود مع لبنان.

### نكبوما
هي إصدار خاص من نكبدون تخدم في فصيلة سامور (فريق الأنفاق) وأسطول هابيزك (الروبوتات) التابع لوحدة ياهالوم. يتمثل التغيير الرئيسي في نكبوما في وجود ممر أمامي وباب في مقدمة المركبة لتمكين الإنزال السريع للمقاتلين والروبوتات والمتفجرات بطريقة آمنة نسبياً، بدلا من الإنزال من الرفوف على سطح المركبة كما هو الحال مع نسخ ناقلات شوط وبوما. تتضمن التعديلات الأخرى برجاً معززاً بدرع «صدفي» (هيكل فوق منصة القائد بنوافذ زجاجية واقية) للمراقبة الآمنة، وتسليحاً بالمدافع الرشاشة، ووسائل سرية أخرى، ولوحة درع إضافية على المحرك، ودرع شرائحي للحماية من الصواريخ المضادة للدبابات. على الرغم من أن المركبة مشتقة من نكبدون، فإنها مصنفة رسمياً كنسخة من بوما، بحيث يجري التدريب عليها في مدرسة الهندسة القتالية.

### نغمابوب

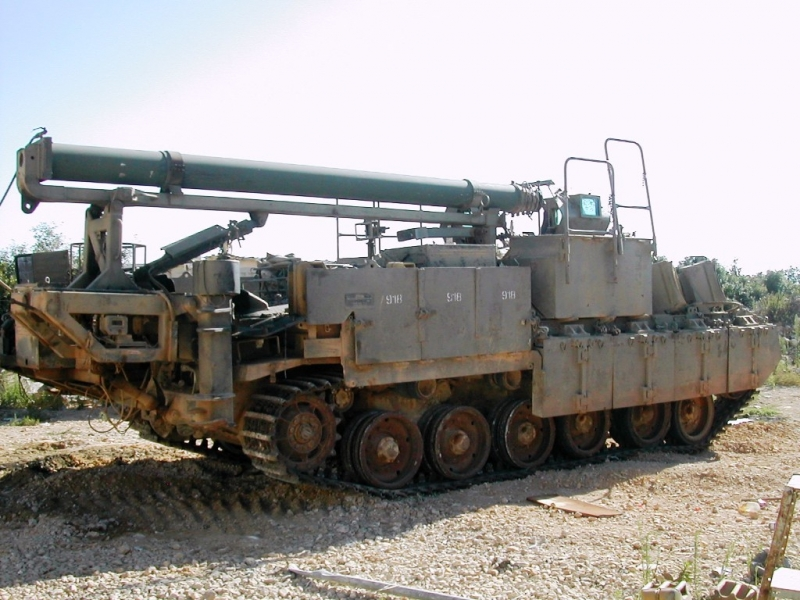
نغمابوب مع صاري مطوي للمراقبة.

نغمابوب هي مركبة مدرعة مخصصة للمراقبة ترتكز على نكبدون. جُهزت نغمابوب بصاري تلسكوبي يمدد إلى ارتفاع حوالي 30 م، حيث يثبت نظام مراقبة المركبة المعياري وأجهزة استشعار إضافية عليه. يمكن طي الصاري وفتحه تلقائياً.
طُورت نغمابوب في أواخر التسعينيات للمنطقة الأمنية خصيصاً، بسبب الحاجة إلى مراقبة المناطق المحيطة بمواقع الجيش الإسرائيلي، والتي يُهددها القصف بذخائر تسقط من ارتفاعات عالية (صواريخ وقذائف الهاون). خلال الانتفاضة الثانية، استُخدمت هذه المركبة أيضاً في قطاع غزة لنفس السبب تماماً؛ الحاجة إلى مراقبة المناطق التي يطلق منها الفلسطينيون النار على المستوطنات الإسرائيلية. ويعتبر صاريها أعلى بكثير من صواري مركبات المراقبة الأخرى. وهي تقلل الحماية من المخاطر التي يتعرض لها الطاقم. كما أنها استُخدمت في قطاع جبل روس (جبل دوف) على الحدود اللبنانية منذ 2005. وفي نهاية العقد الأول من العقد الأول من القرن الحادي والعشرين، جرى ترقية نقاط المراقبة من خلال تركيب برج مراقبة مشابه لبرج المراقبة الخاص بناقلة الجند المدرعة العادية، لسببين؛ خلق مظهر موحد ومنع التعرف على آخر مركبة متبقية من نوعها ببرج مفتوح، وتحسين ظروف عمل المراقبين داخل المركبة الذين يتعرضون للطقس من الخارج.
يتلخص دور مركبة الجند المدرعة في توفير معلومات استخباراتية قتالية في المناطق المهددة من أجل إحباط الهجمات وإطلاق الصواريخ على إسرائيل. يشغل المركبة عناصر من فيلق الاستخبارات القتالية (فيلق الاستخبارات الميدانية سابقاً).